# Karl Leberecht Immermann

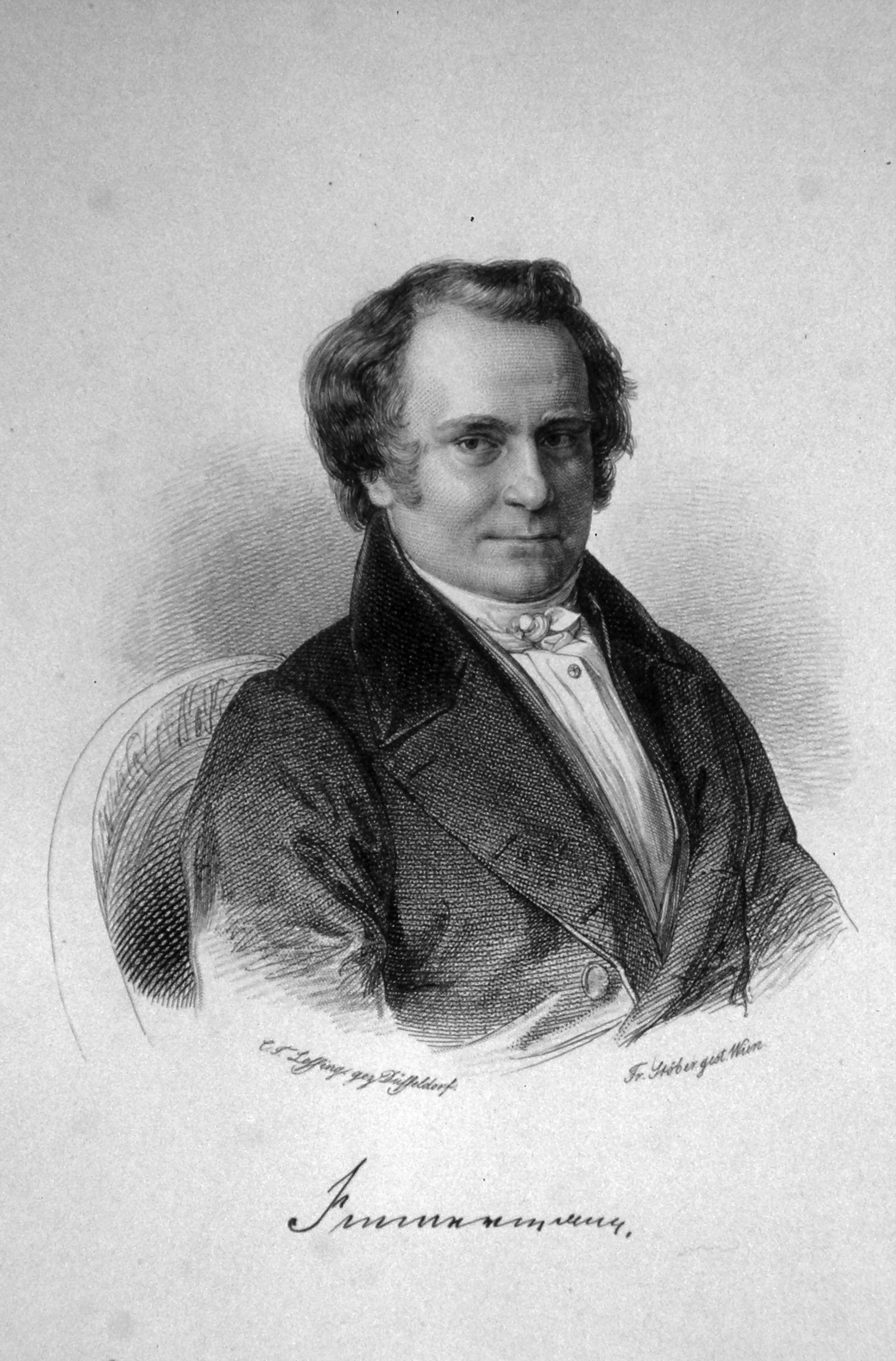
Karl Leberecht Immermann.

Karl Leberecht Immermann (Magdeburgo, 24 de abril de 1796 - Düsseldorf, 25 de agosto de 1840) fue un escritor, dramaturgo y poeta alemán perteneciente al Biedermeier.
Immermann era hijo del Consejero de Guerra Gottlieb Leberecht Immermann. Desde 1807 hasta 1813 fue al Pädagógico del monasterio „Nuestra querida señora“ en Magdeburgo. Luego estudió derecho desde 1813 hasta 1817 en la Universidad Halle-Wittenberg y se presentó como voluntario en 1815 mientras estudiaba para participar en la guerra contra Napoleón Bonaparte.
EN 1817 Immermann tuvo su primera participación activa como escritor, cuando el atacó polémicamente al trono de prusiano con la unión  „Teutonia“ de Halle en conjunto con los hasta entonces desperdigados grupos estudiantiles. Su escrito representativo conjunto  „Una palabra sobre la toma de razón“ (1817) fue utilizado en las fiestas de Wartburg como ofrenda para la quema de libros.
En forma anexa Immermann hizo una carrera judicial, primero como Consultor externo en Oschersleben (1818), luego como Referendar en Magdeburgo (1819), Auditor en Münster (1819–24), Juez del Crimen en Magdeburgo (1824–27) y finalmente como juez consejero de los tribunales estatales en Düsseldorf (1827–40).
En 1825 Immermann fue acogido en la logia de Albañiles Libres „Ferdinando para la felicidad del espíritu“ en Magdeburgo.
En Düsseldorf creó un teatro en 1832, pero tuvo que cerrar cinco años después. Escribió dramas históricos y comedias, e incluso tragedias para ser leídas como Merlín (1832), sobre el tema de Fausto. Fue bien acogida su trilogía Alexis (1830/1831).
Su obra en prosa eas muy variada (practicó todos los géneros literarios: libros de viajes, reseñas, traducciones) y está influida en un principio por románticos como Ludwig von Tieck y Goethe, aunque fue encaminándose hacia el Realismo burgués; así en su bildungsroman o novela de aprendizaje Die Epigonen (Los epígonos, 1825/1836) postula que las doctrinas clásicas no son sino una imitación de los tiempos presentes, que nunca podrán reproducir fielmente. Por ello su obra procura ser costumbrista y describir los cambios que se van produciendo como consecuencia de la industrialización y el éxodo del campo a la ciudad, así como la impotencia de la nobleza rural que ve desmoronarse definitivamente su mundo. Es un espejo de la temprana época de la Restauración y en su estructura y forma externa recuerda aún la novela de formación clásica y romántica, pero va más allá de la aspiración de armonía, porque se dejan ver las contradicciones en el paso del [feudalismo] a la sociedad industrial, que son su temática principal. Más irónica, aunque menos significativa, es su siguiente novela, Münchhausen (1838/1839), que incluye las narraciones de Der Oberhof (El caserío), una incursión en la novela regional. Autobiográafica es Memorabilien (Memorables, 1840/1843).
- Datos: Q213589
- Multimedia: Carl Leberecht Immermann / Q213589